# Alltagsmenschen

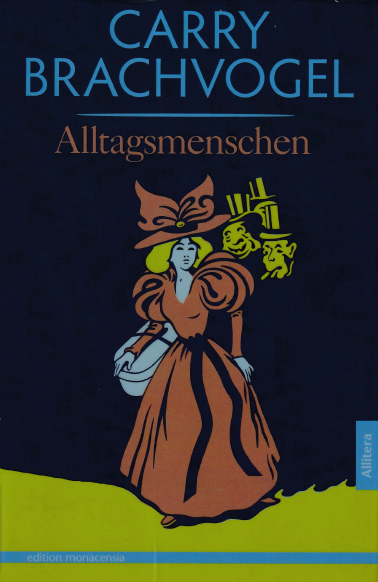
Umschlag der Neuausgabe von Alltagsmenschen, 2013; Grafik aus der Zeitschrift Jugend von 1896.

Alltagsmenschen ist der erste Roman der deutschen Schriftstellerin Carry Brachvogel. Er erschien 1895.

## Inhalt

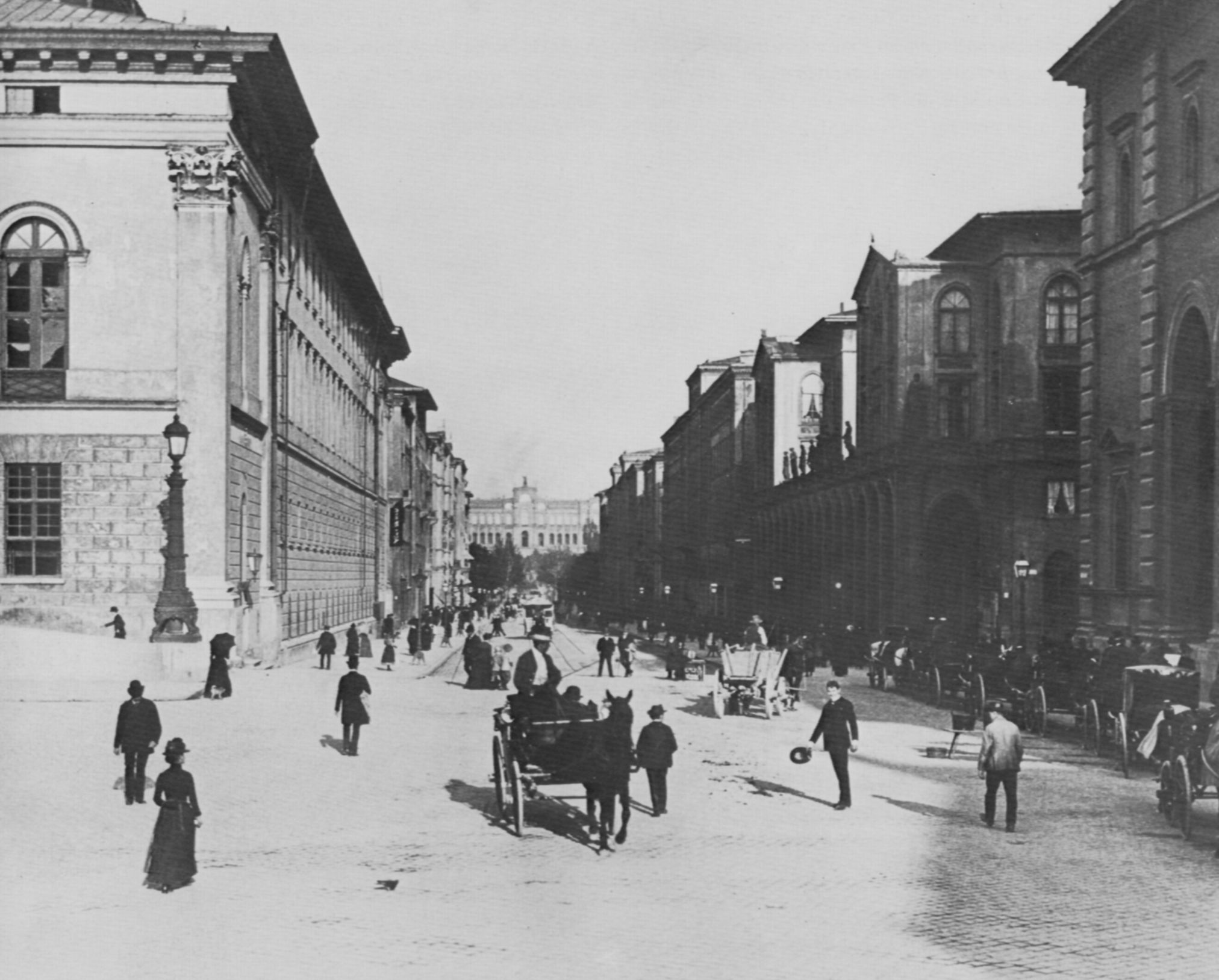
Münchens vornehmstes Viertel, in dem sich das Leben der Beckers abspielt, kurz vor der Jahrhundertwende: die Maximilianstraße mit der Oper, dem Hotel Vier Jahreszeiten, dem Maximilianeum und der Pferdebahn.

Die 23-jährige Elisabeth Mey, einzige Tochter des wohlhabenden Münchner Kommerzienrates und Handelsrichters Mey, langweilt sich in ihrem Elternhaus. Sie träumt sich in eine märchenhafte Zukunft hinein: Diese soll dem Beziehungsmodell vom „sonnenmatten Adler und der jubelnden Gefährtin“ entsprechen. Auf einem Ball verlieben sich die junge Frau und der drei Jahre ältere Staatsanwalt und spätere Amtsrichter Dr. iur. Friedrich Becker, Sohn eines bekannten und sehr begüterten Augsburger Großindustriellen, ineinander und heiraten kurz darauf. Für Elisabeth stellt die Ehe zunächst einen willkommenen Abschluss ihres für sie langweiligen Lebens als großbürgerliche Tochter dar, doch schnell fühlt sie sich auch in ihrem neuen Dasein als Haus- und Ehefrau unterfordert und sieht keine weiteren Entwicklungsmöglichkeiten. Friedrich dagegen ist mit seinem biederen Leben ohne größere Aufstiegschancen zufrieden und enttäuscht Elisabeths hochfliegende Hoffnungen. Die Geburt der Tochter Lieschen kann Elisabeths Sehnsucht nach Abwechslung nur kurz stillen.
Als Lieschen drei Jahre alt ist, lernt das Ehepaar auf einem Ball der Burschenschaft Frankonia im Hotel Vier Jahreszeiten am 15. Januar den Legationsrat Max Heßling kennen, der von da an häufig im Hause Becker zu Besuch ist.
Max und Elisabeth kommen sich näher, und ihr Umfeld fördert dies. So gruppiert etwa bei einer Einladung Ende März die Gastgeberin die Tischordnung noch in letzter Minute um, damit die beiden nebeneinander zu sitzen kommen. Der erste Versuch einer Liebesszene fernab der Gesellschaft endet allerdings mit „beiderseitiger gründlicher Enttäuschung“: Elisabeth reagiert verächtlich-spöttisch auf den Versuch einer körperlichen Annäherung.
Spätestens bei einem Ausflug im Juli an den Starnberger See mit einer Gruppe von Bekannten wird allen im Umfeld klar, dass sich hier eine Beziehung entwickelt. Um aus ihrem Alltag auszubrechen, beginnen Elisabeth und Max ein Verhältnis. Friedrich aber vertraut Elisabeth blind, obwohl er immer wieder Gerüchte hört und sogar anonyme Briefe bekommt, die ihn auf den Ehebruch seiner Frau hinweisen. Die gegenseitige Anziehung von Elisabeth und Max lässt bald nach. Max stellt, um die Affäre elegant beenden zu können, vage eine berufliche Veränderung in den Raum, die ihn zu einem Ortswechsel an ein Konsulat oder eine Botschaft zwingen würde. Elisabeth zeigt sich zwar betrübt, aber im Innersten ist auch sie kaum noch an einer Fortsetzung des Verhältnisses interessiert. Beide stellen sich nun auf die Rollen „[d]er starke Held der Pflicht und das hochgesinnte entsagende Weib“ ein und können „wirkliches Erlebnis und Komödie nicht mehr genau unterscheiden“.
Als sich herausstellt, dass sie von Max schwanger ist, ist dieser entsetzt: Er will keine Verantwortung übernehmen und nicht in einen Skandal verwickelt werden.

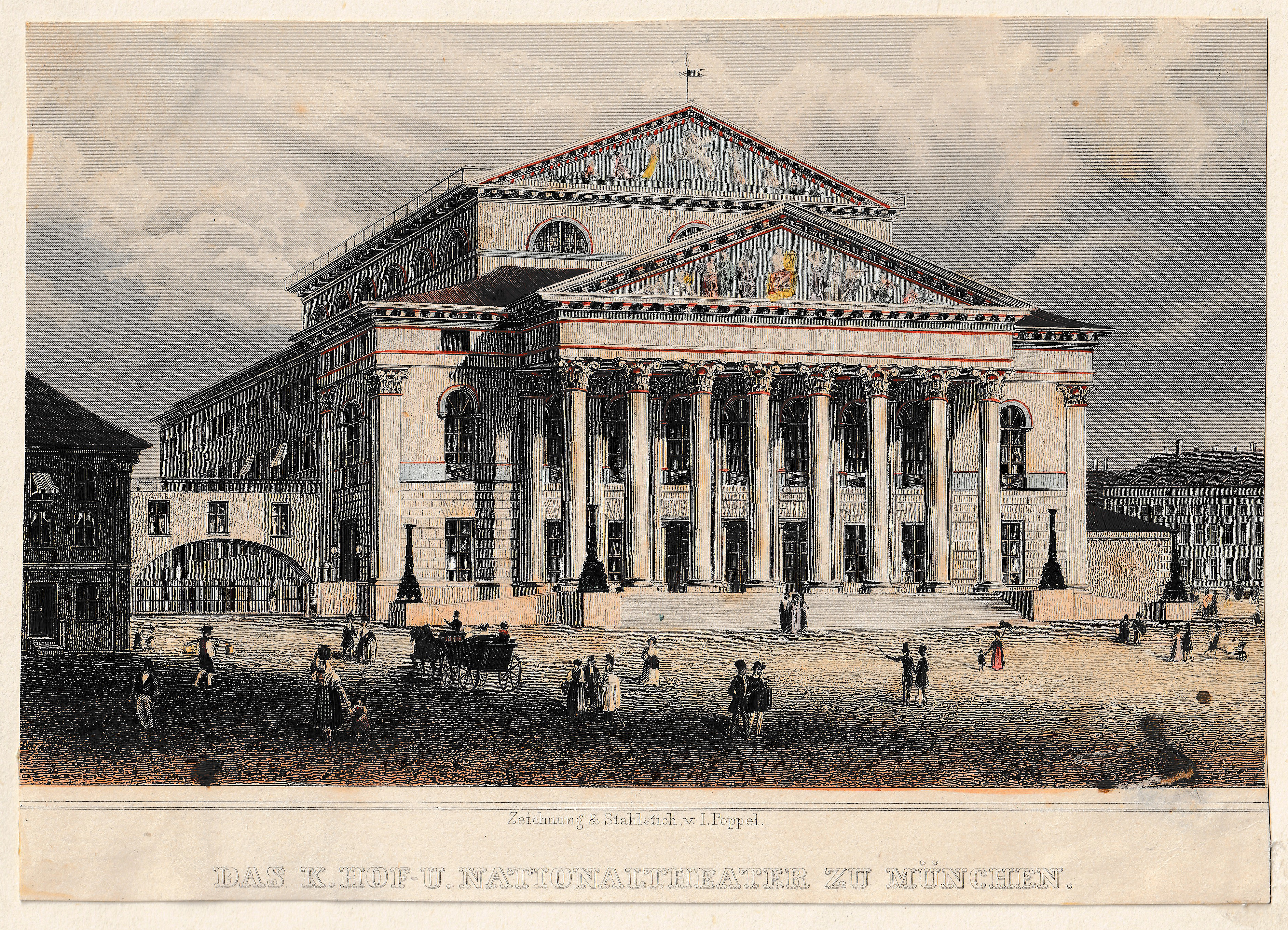
Das K. Hof- und Nationaltheater ca. 1850

Bei einem Abendessen im März im Lokal Maximilian gegenüber der Oper berührt Max mit seinem Knie statt Elisabeth versehentlich Friedrich, und in diesem Moment erkennt Friedrich die Wahrheit der Gerüchte über den Ehebruch. Am nächsten Tag kommt es zu einer lauten Eheszene, in deren Verlauf Friedrich Elisabeth schlägt und diese vor Verzweiflung über ihre Lage sogar vergisst, ins Kinderzimmer zu ihrer kranken Tochter zu gehen. Sie fürchtet, dass Friedrich sie aus dem Haus wirft und sie Lieschen nie mehr sehen kann. Sie denkt an Selbstmord, verwirft den Gedanken aber schnell wieder. Bei dem anschließenden Duell zwischen Friedrich und Max schießt dieser absichtlich daneben und wird selbst nur leicht am Arm verletzt. Die folgenden Wochen verbringt Max auf Kur in Spanien, was er Elisabeth in einem Brief mitteilt, und wartet dort auf seine Berufung zum Gesandten. Sein halbherziges Heiratsangebot nimmt Elisabeth nicht an, die Beziehung hat ihren Reiz verloren: „Wenn sie augenblicklich überhaupt instande war, sich über etwas zu freuen, so freute sie sich, daß sie ihn los war.“ Lieschens Krankheit verschlimmert sich indessen erheblich. Elisabeth pflegt sie aufopfernd, auch Friedrich bangt um sein Kind und beide wachen sie an seinem Bett. Anfangs will Friedrich sich scheiden lassen, doch Elisabeths Verhalten in diese Krise macht ihm deutlich, wie sehr Lieschen seine Mutter braucht. Lieschen wird wider alle Erwartungen gesund.
Elisabeth bringt in Abwesenheit ihres Ehemannes eine zweite Tochter zur Welt, von deren Vaterschaft sich Friedrich nicht öffentlich distanziert. Als Friedrich ohne Ankündigung zurückkehrt, überschüttet er Lieschen mit Geschenken, hat aber für Elisabeth und das Kleine nur zwei Anstandsgeschenke gekauft, „der Leute wegen“. Das Ehepaar lebt weiterhin zusammen. Friedrich behandelt seine Frau „mit dieser erzwungenen Freundlichkeit vor Fremden, mit dieser unhöflichen Gleichgiltigkeit, wenn sie ohne Zeugen waren“, er kommt über den Ehebruch nicht hinweg. Elisabeth leidet darunter, dass die jüngste, noch am Ende des Romans namenlose Tochter von Friedrich nicht so geliebt wird wie Lieschen. Für das Wohl der beiden Kinder halten die beiden an einer Ehe fest, die zu dieser Zeit nur noch auf dem Papier besteht. Ob die Fortsetzung der Ehe durch die großen Zugeständnisse von Elisabeth und Friedrich dauerhaft gelingt, erscheint fraglich. Der Roman endet, nachdem Friedrich das Baby zum ersten Mal gesehen hat, mit dem Satz „Und mit einem Thränenstrom warf sie sich über ihr kleines Kind hin.“

## Form

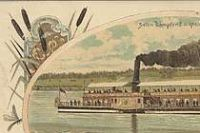
Auf dem Starnberger See unternimmt die Gesellschaft eine Rundfahrt mit dem Dampfer Luitpold; Abbildung 1897 oder früher

Der auktoriale Roman ist in zwanzig Kapitel eingeteilt. Innenperspektiven der Haupt- und auch einiger Nebenfiguren kommen häufig vor. Sie ermöglichen der Autorin, beim Lesen die Gedanken und Gefühle der beteiligten Figuren in einer bestimmten Situation einander ausführlich gegenüberzustellen. Ein Beispiel hierfür ist die Szene mit der Wanderung am Starnberger See, bei der Max und Elisabeth nebeneinander am Schluss der Gesellschaft gehen.
Die Haupthandlung spielt sieben Jahre nach Elisabeth Hochzeit in München. Der Roman setzt mit der Ankündigung der Vermählungsankündigung ein, gefolgt von einer Rückblende auf Elisabeths Familie, Kindheit und Jugend, und schreitet dann nach einem Zeitsprung von sieben Jahren chronologisch fort. Orte der Handlung sind überwiegend großbürgerliche Wohnungen in München-Schwabing.
Brachvogel setzt häufig zeitliche Dehnung und Raffung ein, um inhaltliche Schwerpunkte zu setzen. So wird etwa Elisabeths ganzes Leben bis zu Lieschens drittem Lebensjahr in nur zwei Kapiteln beschrieben, während der Ausflug an den Starnberger See, an dessen Ende Max und Elisabeth ein Paar werden, großen Raum einnimmt (Kapitel VIII). Dies eröffnet der Autorin die Möglichkeit, das Innenleben der beiden Verliebten und die unterschiedlichen Reaktionen der Außenwelt ausführlich darzustellen. Brachvogel schildert ausführlich Friedrichs innere Verfassung nach der Erkenntnis, dass Elisabeth ihn betrogen hat und benutzt dafür zum Teil erlebte Rede.

## Titel
Brachvogel stellt durchschnittliche Charaktere dar, die egoistisch sind und von ihren Rollen bestimmt werden.
Friedrich wird explizit als Durchschnittsmensch bezeichnet. Elisabeth genießt die gesellschaftliche Aufwertung, die sie durch das Verhältnis mit Max erfährt: Sie erhält weit mehr Besuche als früher, ihre Bekanntschaft wird gesucht. Als Max seinen Übertritt in den diplomatischen Dienst anspricht, sieht Elisabeth in seinem Aufstieg mögliche Vorteile für sich selbst. Zwar wäre sie gerne eine „außergewöhnliche Frau“, erkennt aber: „[...] sie war [...] bei weitem nicht groß genug, um ihr Thun nur vor den Gesetzen des eigenen Ichs verantworten zu wollen und zu können.“ Beide Ehepartner sind dem großbürgerlichen Eheideal und vor allem der Verantwortung für ihren Nachwuchs so sehr verpflichtet, dass sie keine Alternative zu dieser Beziehungsform entwickeln können.
Max empfindet das Verhältnis nur als Zeitvertreib: „Für Max war die ganze Sache von Anfang an nur eine Spielerei gewesen, bei der er sich lange Zeit hindurch überhaupt gar nichts dachte, und als sie nun weiter geführt hatte, wie er's vermutet, da freute er sich seiner reizenden Eroberung [...].“ Binden will er sich nicht. Er ist zu sehr auf seinen eigenen Vorteil bedacht, um das romantische Liebesideal ins Zentrum seines Lebens stellen zu können. Elisabeth schätzt ihn als brennend ehrgeizig ein.
Literarisches Neuland betritt Brachvogel, wo sie die Überlegungen Friedrichs zur Zukunft seiner Tochter nach einer eventuellen Scheidung ins Zentrum stellt. Friedrich lässt sich nicht von einem überkommenen Ehrbegriff leiten wie Baron von Imstetten in Effi Briest, sondern wird als gefühlvoller Vater gezeigt, der sich dem Kindeswohl verpflichtet fühlt. Rollenmodell ist hier Karenin aus Leo Tolstois Roman Anna Karenina, der an einigen Stellen zitiert wird.

## Themen

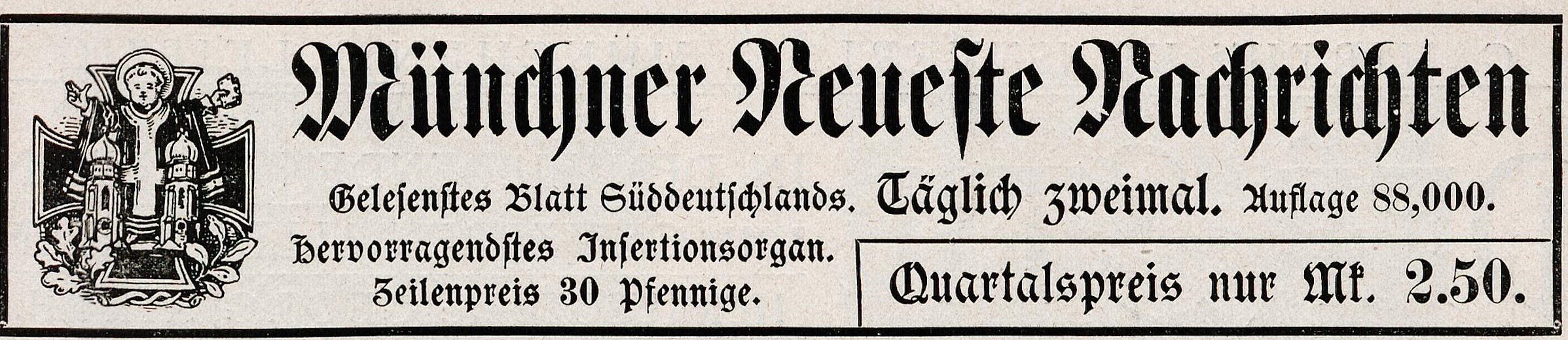
Friedrich liest täglich am Frühstückstisch die Münchner Neuesten Nachrichten.

In Alltagsmenschen wird am Beispiel des Lebens der jungen Ehefrau und Mutter Elisabeth Becker das Münchner Großbürgertum am Ende des 19. Jahrhunderts mit großer Genauigkeit satirisch dargestellt.

Theaterzettel Trompeter von Säckingen, Uraufführung 1884

Wenn auch charakterlich durchschnittlich, so sind die Figuren doch kulturell auf der Höhe der Zeit: Sie lesen täglich Zeitung, häufig wird der bildungsbürgerliche Kanon der Zeit beiläufig als Hintergrund der Ereignisse benutzt. So zeigt sich Max als Opernkenner: Auswendig zitiert er einen fünfzeiligen Vers aus dem Vorspiel von Viktor Nesslers Oper Der Trompeter von Säkkingen, die um die Jahrhundertwende sehr erfolgreich war. Er huldigt Elisabeth mit den Worten: „Ich kniee vor Euch als getreuer Vasall, / Pfalzgräfin, schönste der Frauen! / Befehlt, so streit ich für Kaiser und Reich, / Befehlt, so will ich für Euch, für Euch / Die Welt in Fetzen zerhauen.“ An dem Abend, an dem Friedrich den Ehebruch seiner Frau aufdeckt, wird im gegenüberliegenden Opernhaus Richard Wagners Oper Götterdämmerung aufgeführt, deren Handlung für die Nibelungen in die Katastrophe führt. Bei gesellschaftlichen Zusammenkünften wird von angesagten Autoren wie Gerhart Hauptmann und Henrik Ibsen gesprochen, auch von „Spiritismus, Magnetismus und Hypnotismus – lauter geheimnisvollen Dingen, die damals nach jahrzehntelanger Pause gerade erst wieder modern geworden waren“. Elisabeths Lieblingsbücher sind von Zola, Ibsen und Tolstoi.
Die Autorin wendet sich gegen die Rolle, die Frauen in der patriarchalen Gesellschaft der Zeit zu spielen hatten. Die gesellschaftlichen und individualpsychologischen Gegebenheiten, die zum Ehebruch führen, und die Macht des Mannes über Leben und Tod im Fall der Aufdeckung werden dargestellt: „[...] der Gatte, den sie betrogen, und der sie totschlagen konnte, wenn sie heut Abend ungeschickt log...“ Brachvogel zeigt, wie Menschen durch ihre Klasse und ihr Herkunftsmilieu für ihr ganzes Leben geprägt werden: Die traditionelle bürgerliche Erziehung schaffe Menschen, die vom Leben der Mehrheit der Bevölkerung abgekoppelt seien und aus Langeweile die Sehnsucht nach außergewöhnlichen Erlebnissen entwickeln: „Von wirklicher Liebe konnte in dem sündigen Verhältnis kaum die Rede sein; Elisabeths unbestimmte sehnsuchtsvolle Langeweile hatte sich endlich zu dem Bedürfnis abgeklärt, etwas Aufrüttelndes zu erleben [...].“ Als Beispiel hierfür wählt Brachvogel den Ehebruch und die gesellschaftliche Aufmerksamkeit, die dieser nach sich zieht. Elisabeths Kindheit, Jugend und Leben als Ehefrau und Mutter dienen Brachvogel dazu, die Frauenrolle in der Wirklichkeit des Großbürgertums ihrer Zeit zu kritisieren, indem sie deren Folgen zeigt. Damit steht sie im Einklang mit der modernen bürgerlichen Frauenbewegung, die für das Recht der Frauen auf Beruf und Bildung eintritt und um diese Zeit in München an die Öffentlichkeit tritt.
Religion spielt im Leben der Figuren wohl keine große Rolle. Elisabeth eilt allerdings nach Friedrichs Heiratsantrag in die Kirche, um Gott um Demut zu bitten, auf die kirchliche Trauung wird als „Kirchenceremonie“ Bezug genommen. Bibelkenntnis ist bei Elisabeth wohl vorhanden. So bezeichnet sie ihr Dasein vor der Ehe in der „schier beängstigenden Atmosphäre des Glücks und der Sorglosigkeit“ im Anklang an das Evangelium nach Matthäus (Mt 6,28-29 ) als „Lilienaufdemfelddasein“.

## Stellung im Werk

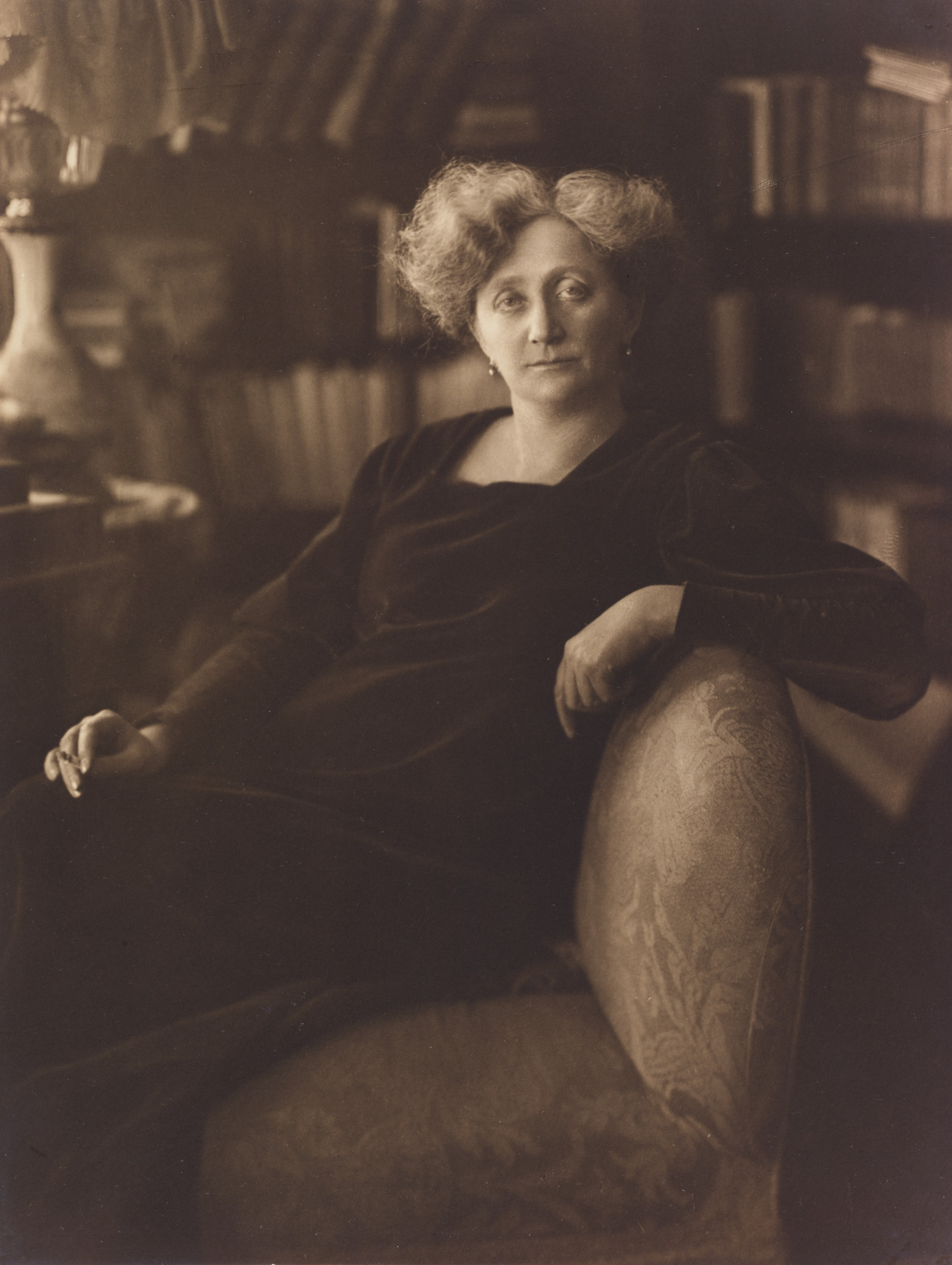
Carry Brachvogel, Autorin von Alltagsmenschen

Alltagsmenschen, der erste Roman Carry Brachvogels, erschien 1895 im S. Fischer Verlag Berlin, dem führenden Verlag des Naturalismus. Ernst von Wolzogen, Brachvogels damaliger Förderer mit viel Einfluss und einem großen Netzwerk, hatte den Kontakt dorthin vermittelt. Ihr Debüt als Schriftstellerin hatte Brachvogel ein Jahr früher mit der Uraufführung des heute verschollenen Dramas Vergangenheit in Frankfurt. Insgesamt publizierte die sehr produktive Autorin etwa 40 Werke. Romane, Novellen, Erzählungen, zwei Theaterstücke, historische Frauenbiografien, ein Kriminalroman, Legenden, zahlreiche Feuilletons und Essays sind Zeugnisse ihrer Vielseitigkeit.
Der Ladenpreis des Buches betrug 3,50 Mark, was etwa dem Tageslohn eines Arbeiters entsprach.

## Zeitgeschichtliche Einordnung
München war in dem Jahrzehnt zwischen 1895 und 1905 als Stadt der Jugend bekannt und versammelte eine große Zahl von Kreativen in den Bereichen Musik, Literatur und bildende Kunst. Hier entwickelte sich der Jugendstil, aber auch die bürgerliche Frauenbewegung, die sich für Frauen für das Recht auf Erwerbstätigkeit und Bildung starkmachte. Ab 1894 traten hier Schriftstellerinnen wie Carry Brachvogel, Gabriele Reuter und Helene Böhlau sowie Politikerinnen wie Ika Freudenberg, Anita Augspurg und Sophia Goudstikker an die Öffentlichkeit: Durch sie wurde die traditionelle Frauenrolle auf den Prüfstand gestellt.

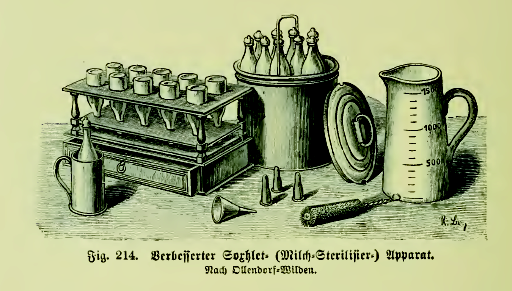
Soxhlet-Apparat zur Sterilisierung von Kuhmilch, 1911

Zeitlicher Wandel wird im Text beispielsweise beim Thema Säuglingsnahrung spürbar. Für ihre zweite Tochter hat Elisabeth einen Soxhlet-Apparat gekauft. Dieser ermöglichte ab dem Beginn des 20. Jahrhunderts auf der Basis der Forschungen des Chemikers Franz von Soxhlet die Pasteurisierung von Kuhmilch in kleinen Flaschen zu Hause. Die technische Neuerung wird zwar stolz den Besucherinnen präsentiert, aber Elisabeths Innensicht offenbart die Nachteile: Sie sehnt sich nach der körperlichen Nähe zu ihrem Baby, die sie mit dem Stillen verbindet. Doch um in der angespannten Situation zwischen den Ehepartnern die Nachtruhe ihres Mannes nicht zu stören, unterdrückt sie ihr Bedürfnis.

## Biografische Einordnung

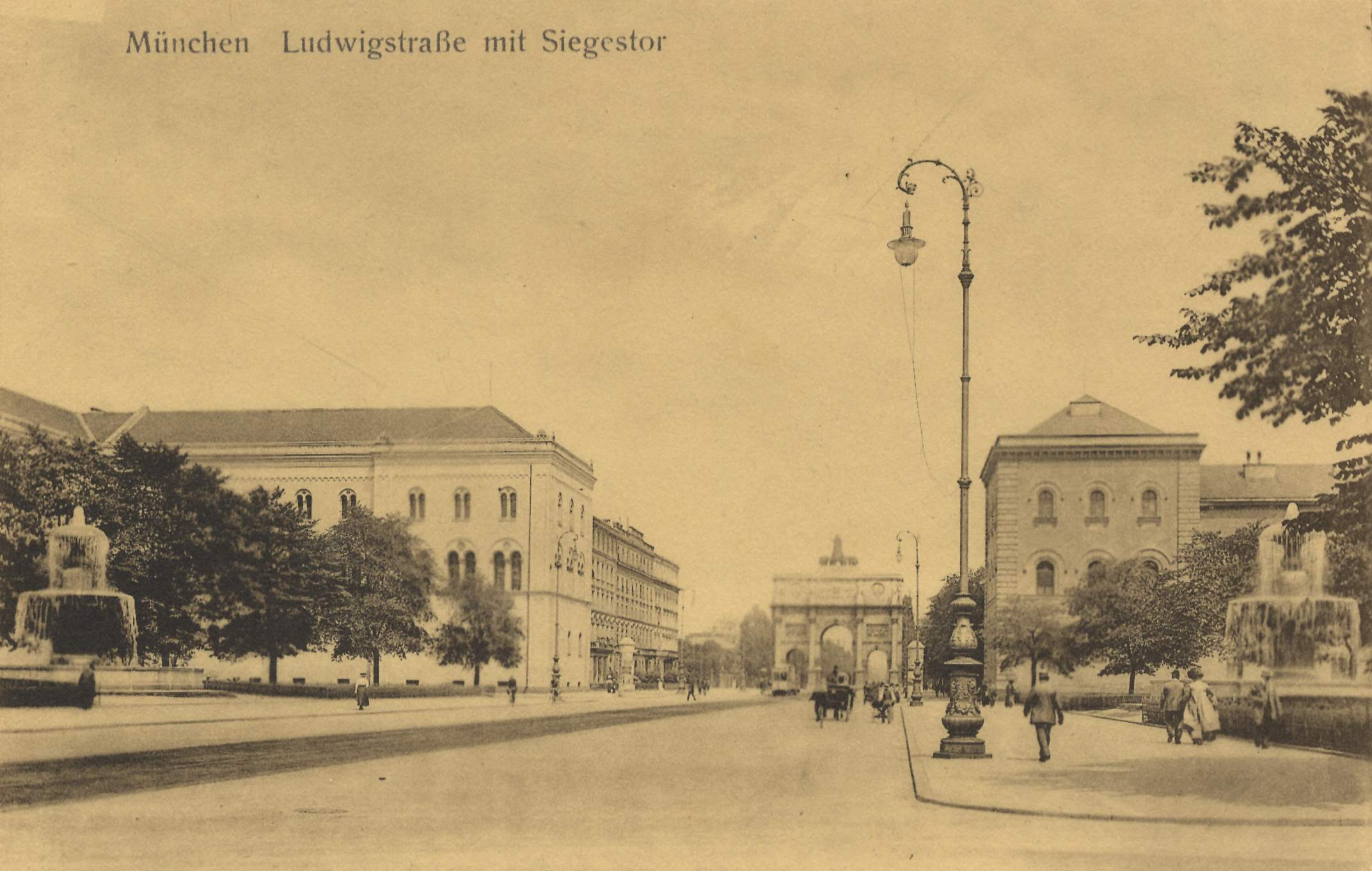
Brachvogels Wohngegend ab 1894, in der auch Elisabeth und Friedrich leben; Ludwigstraße am Siegestor in München

## Rezeption

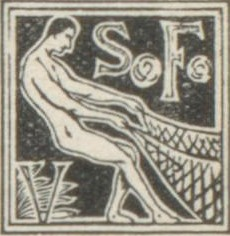
Verlagssignet des S. Fischer Verlags, Berlin, in dem Alltagsmenschen 1895 erschien

## Ausgaben

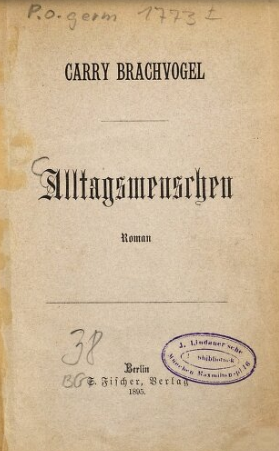
Titelblatt der Erstausgabe des Romans von 1895 im S. Fischer Verlag